# Расследования моей жены
«Расследования моей жены» (чеш. Aféry mé ženy) — чехословацкий комедийно-детективный фильм 1972 года режиссёра Владимира Чеха.

## Сюжет
Адела Нерадова, помимо того что она красивая и яркая женщина, доктор наук и врач высокой квалификации, имеет очень необычное хобби — разгадывать криминальные тайны, этакий Шерлок Холмс в юбке. Неблагодарная роль её доктора Ватсона выпала на долю её мужа Петра, профессионального фотографа, который помогает ей в делах, но обычно все путает. А ещё более неблагодарную роль инспектора Лестрейда вынужден на себя принять майор криминальной полиции Бушек, которому совершенно не нравится вмешательство в расследования этой детективщи-любительницы, но куда ж без неё…
Фильм состоит из трёх историй — расследований запутанных и таинственных дел. Первое — о контрабанде расплавленного золота. Второе — о странной и, по-видимому, насильственной смерти бывшего циркового клоуна Кристл, который пытался найти сокровище в долине Прокоп. В третьей истории Адела оказывается вовлеченной в дело о предполагаемом убийстве в замке с привидениями.

## В ролях
- Либуше Швормова — Адела Нерадова
- Иржи Вала — фотограф Петр Нерад, её муж
- Йозеф Ленгмайлер — инспектор-криминалист майор Бушек
- Владимир Меншик — руководитель турагентства Оскар Седлак
- Эдуард Когоут — профессор Кулишек
- Франтишек Филиповский — доктор Пршикрыл
- Светла Амортова — Дудова
- Ольдржих Велен — сценарист фильмов Милан Тайер
- Минерва Далы — Минерва Смит, любовница Тайера
- Нина Жиранкова — Пешлова
- Итка Зеленогорская — Каванова
- Валерие Хмелова — волейболистка Алиса
- Йозеф Хвалина — врач, коллега Адели
- Богумил Кошка — криминалист
- Густав Геверле — официант в вагоне-ресторане
- Йозеф Бейвл — бывший матрос Недома
- Владимир Главаты — бывший цирковой клоун Йозеф Кристл
- Иржи Лир — репортёр Виктор Елинек
- Хана Чижкова -секретарь в редакции
- Зденка Бурдова — официантка Ханичка
- Франтишек Дубрава — подпрапорщик ОБ
- Милош Ваврушка — криминалист

## Критика
благодаря проницательности сценариста Зденека Заораля и режиссёра Владимира Чеха, этот фильм 1972 года и по сей день остаётся вечным развлечением для зрителей.— Filmový přehled